# Paul Quinn
Paul Quinn (* jako Paul Anthony Quinn; 26. prosince 1951 Barnsley, Anglie) je britský heavymetalový kytarista. V roce 1976 spolu se zpěvákem Biffem Byfordem, kytaristou Grahamem Oliverem, baskytaristou Stevem Dawsonem a bubeníkem Petem Gillem založil skupinu Son of a Bitch. O dva roky později se skupina přejmenovala na Saxon a Quinn v ní působil do ledna 2024. Spolu s Byfordem byl jejím jediným členem, který ve skupině působil bez přestávky a hrál na všech jejích albech.
Od března 2023 se Saxon vystupoval jen příležitostně. Důvodem byl stres z cestování a na turné ho nahradil kytarista Brian Tatler z kapely Diamond Head.
Quinn si založil vlastní rockový projekt s názvem The Cards, které hraje občas převážně po klubech ve Velké Británii a Beneluxu.
V lednu 2024 skupina Saxon vydala album Hell, Fire and Damnation. Kytarista Paul Quinn se nahrávání alba sice zúčastnil, ale ne tolik ze zdravotních důvodů a zahrál pouze na dvou skladbách doplňkové kytary. Po nahrávání alba Quinn nakonec odešel v tichosti ze skupiny a Tatler převzal jeho místo.